# Lista över fornlämningar i Falkenbergs kommun (Alfshög)
Lista över fornlämningar i Falkenbergs kommun (Alfshög) är en förteckning av ett urval av de fornlämningar som finns i Alfshög i Falkenbergs kommun.
| Namn                       | Lämningstyp                 | Tillkomsttid | Historisk indelning | Plats | Läge                 | ID-nr          | Bild                                 |
| -------------------------- | --------------------------- | ------------ | ------------------- | ----- | -------------------- | -------------- | ------------------------------------ |
| Alfshög 1:1                | Stensättning                |              | Alfshög, Halland    |       | 56.980280, 12.612755 | 10143200010001 | Ladda upp en bild av detta fornminne |
| Alfshög 2:1                | Hög                         |              | Alfshög, Halland    |       | 56.979718, 12.625615 | 10143200020001 | Ladda upp en bild av detta fornminne |
| Alfshög 2:2                | Stensättning                |              | Alfshög, Halland    |       | 56.979492, 12.625758 | 10143200020002 | Ladda upp en bild av detta fornminne |
| Alfshög 3:1                | Gravfält                    |              | Alfshög, Halland    |       | 56.980037, 12.624284 | 10143200030001 | Ladda upp en bild av detta fornminne |
| Alfshög 4:1                | Stensättning                |              | Alfshög, Halland    |       | 56.981453, 12.623377 | 10143200040001 | Ladda upp en bild av detta fornminne |
| Alfshög 5:1                | Stensättning                |              | Alfshög, Halland    |       | 56.981620, 12.621931 | 10143200050001 | Ladda upp en bild av detta fornminne |
| Alfshög 6:1                | Stenkrets                   |              | Alfshög, Halland    |       | 56.982358, 12.624696 | 10143200060001 | Ladda upp en bild av detta fornminne |
| Alfshög 7:1                | Stensättning                |              | Alfshög, Halland    |       | 56.980891, 12.627845 | 10143200070001 | Ladda upp en bild av detta fornminne |
| Alfshög 8:1                | Stensättning                |              | Alfshög, Halland    |       | 56.982438, 12.627773 | 10143200080001 | Ladda upp en bild av detta fornminne |
| Gravnekullen (Alfshög 9:1) | Hög                         |              | Alfshög, Halland    |       | 56.982922, 12.624244 | 10143200090001 | Ladda upp en bild av detta fornminne |
| Alfshög (Alfshög 11:1)     | Hög                         |              | Alfshög, Halland    |       | 56.973954, 12.630234 | 10143200110001 | Ladda upp en bild av detta fornminne |
| Alfshög 12:1               | Stensättning                |              | Alfshög, Halland    |       | 56.975360, 12.624940 | 10143200120001 | Ladda upp en bild av detta fornminne |
| Alfshög 13:1               | Hög                         |              | Alfshög, Halland    |       | 56.974708, 12.622835 | 10143200130001 | Ladda upp en bild av detta fornminne |
| Alfshög 14:1               | Hög                         |              | Alfshög, Halland    |       | 56.975896, 12.621143 | 10143200140001 | Ladda upp en bild av detta fornminne |
| Alfshög 15:1               | Stensättning                |              | Alfshög, Halland    |       | 56.976874, 12.621435 | 10143200150001 | Ladda upp en bild av detta fornminne |
| Alfshög 17:1               | Stensättning                |              | Alfshög, Halland    |       | 56.978454, 12.615664 | 10143200170001 | Ladda upp en bild av detta fornminne |
| Alfshög 18:1               | Stensättning                |              | Alfshög, Halland    |       | 56.978872, 12.616287 | 10143200180001 | Ladda upp en bild av detta fornminne |
| Alfshög 19:1               | Stensättning                |              | Alfshög, Halland    |       | 56.974499, 12.614572 | 10143200190001 | Ladda upp en bild av detta fornminne |
| Alfshög 23:1               | Hög                         |              | Alfshög, Halland    |       | 56.984382, 12.642802 | 10143200230001 | Ladda upp en bild av detta fornminne |
| Alfshög 25:1               | Hög                         |              | Alfshög, Halland    |       | 56.993284, 12.645178 | 10143200250001 | Ladda upp en bild av detta fornminne |
| Alfshög 26:1               | Hög                         |              | Alfshög, Halland    |       | 56.963543, 12.632688 | 10143200260001 | Ladda upp en bild av detta fornminne |
| Alfshög 27:1               | Grav markerad av sten/block |              | Alfshög, Halland    |       | 56.953564, 12.618264 | 10143200270001 | Ladda upp en bild av detta fornminne |
| Alfshög 35:1               | Stensättning                |              | Alfshög, Halland    |       | 56.989637, 12.633986 | 10143200350001 | Ladda upp en bild av detta fornminne |
| Alfshög 36:1               | Röse                        |              | Alfshög, Halland    |       | 56.994675, 12.629141 | 10143200360001 | Ladda upp en bild av detta fornminne |
| Alfshög 36:2               | Stensättning                |              | Alfshög, Halland    |       | 56.994784, 12.630301 | 10143200360002 | Ladda upp en bild av detta fornminne |
| Alfshög 36:4               | Stensättning                |              | Alfshög, Halland    |       | 56.994004, 12.628547 | 10143200360004 | Ladda upp en bild av detta fornminne |
| Alfshög 36:5               | Hög                         |              | Alfshög, Halland    |       | 56.994543, 12.630888 | 10143200360005 | Ladda upp en bild av detta fornminne |
| Alfshög 36:6               | Hög                         |              | Alfshög, Halland    |       | 56.994039, 12.630296 | 10143200360006 | Ladda upp en bild av detta fornminne |
| Alfshög 37:1               | Stensättning                |              | Alfshög, Halland    |       | 56.997484, 12.633460 | 10143200370001 | Ladda upp en bild av detta fornminne |
| Alfshög 37:2               | Hög                         |              | Alfshög, Halland    |       | 56.997487, 12.632910 | 10143200370002 | Ladda upp en bild av detta fornminne |
| Alfshög 38:1               | Hög                         |              | Alfshög, Halland    |       | 56.992744, 12.623945 | 10143200380001 | Ladda upp en bild av detta fornminne |
| Alfshög 38:2               | Stensättning                |              | Alfshög, Halland    |       | 56.992892, 12.623626 | 10143200380002 | Ladda upp en bild av detta fornminne |
| Alfshög 39:1               | Hög                         |              | Alfshög, Halland    |       | 56.991015, 12.621834 | 10143200390001 | Ladda upp en bild av detta fornminne |
| Alfshög 40:1               | Stensättning                |              | Alfshög, Halland    |       | 56.991384, 12.623465 | 10143200400001 | Ladda upp en bild av detta fornminne |
| Alfshög 41:1               | Stensättning                |              | Alfshög, Halland    |       | 56.966483, 12.594996 | 10143200410001 | Ladda upp en bild av detta fornminne |
| Alfshög 56:1               | Hällristning                |              | Alfshög, Halland    |       | 56.997015, 12.635007 | 10143200560001 | Ladda upp en bild av detta fornminne |
| Alfshög 57:1               | Hällristning                |              | Alfshög, Halland    |       | 56.993302, 12.629369 | 10143200570001 | Ladda upp en bild av detta fornminne |
| Alfshög 58:1               | Stensättning                |              | Alfshög, Halland    |       | 56.993814, 12.626299 | 10143200580001 | Ladda upp en bild av detta fornminne |
| Alfshög 62:1               | Stensättning                |              | Alfshög, Halland    |       | 56.997945, 12.633344 | 10143200620001 | Ladda upp en bild av detta fornminne |
| Alfshög 64:1               | Stensättning                |              | Alfshög, Halland    |       | 56.992051, 12.641446 | 10143200640001 | Ladda upp en bild av detta fornminne |
| Alfshög 66:1               | Hällristning                |              | Alfshög, Halland    |       | 56.982195, 12.621049 | 10143200660001 | Ladda upp en bild av detta fornminne |
| Alfshög 67:1               | Hällristning                |              | Alfshög, Halland    |       | 56.980913, 12.613011 | 10143200670001 | Ladda upp en bild av detta fornminne |
| Alfshög 69:1               | Stensättning                |              | Alfshög, Halland    |       | 56.973642, 12.618292 | 10143200690001 | Ladda upp en bild av detta fornminne |
| Alfshög 69:2               | Stensättning                |              | Alfshög, Halland    |       | 56.973470, 12.618070 | 10143200690002 | Ladda upp en bild av detta fornminne |